# 오뮤오
오뮤오(2001년 1월 26일 ~ )는 대한민국의 가수다. 2021년 8월 10일
레이블 프로젝트 앨범 《오뮤오 x REDA_ RECOVER》로 데뷔했다.

## 방송
- 쇼킹 나이트 (2023) - 3위

## 음반
- Snowing Men (2021)
- Nobody Can pt.1 (2022)
- Let’s Go Together 2 (2022)
- A-O (2022)
- 247365 (2023)
- Lonely Jolly Christmas (2023)

### 오뮤오 x REDA_
- RECOVER (2021)

### 슬러시
- MBN Y2K 댄스 가요제 <쇼킹나이트> 1회 (2023)
- MBN Y2K 댄스 가요제 <쇼킹나이트> 4회 (2023)
- MBN Y2K 댄스 가요제 <쇼킹나이트> 7회 (2023)
- MBN Y2K 댄스 가요제 <쇼킹나이트> 8회 (2023)
- MBN Y2K 댄스 가요제 <쇼킹나이트> 10회 (2023)